# Težko je biti bog (film, 1989)
Težko je biti bog (nemško Es ist nicht leicht ein Gott zu sein) je sovjetsko-rusko-zahodnonemški znanstvenofantastični film režiserja Petra Fleischmanna in prva ekranizacija istoimenskega romana (Трудно быть богом) bratov Strugacki iz leta 1964. Drugo različico z naslovom Zgodovina arkanarskega pokola (История арканарской резни) leta 2007 posnel German, ki je trenutno v postprodukciji.
Glavna zahteva pisateljev je bila, da mora biti režiser iz Sovjetske zveze, po možnosti German. Proti njuni volji je vodja projekta postal Fleischmann. Zaradi njegove trme in težkega značaja sta Strugacka prenehala sodelovati s filmsko ekipo. Kasneje sta film ostro kritizirala.

## Zgodba
Na drugem neimenovanem izvenosončnem s humanoidnimi bitji naseljenem planetu, kjer poteka njegov srednji vek, živi skupina zgodovinarjev z Zemlje in se pretvarja za navadne ljudi. Planet z devetimi celinami so leta 2134 odkrili v sončnem sistemu EN-2097. Glavni lik progresor, zemljan Anton, ki se izdaja za dona Rumato Estorskega, je ogorčen nad krutostmi, ki jih lahko vsakodnevno opazuje, vendar mu nadrejeni prepovedujejo vmešavanje, da bi na ta način spreminjal naravni tok zgodovine planeta. Edina stvar, ki jo lahko zgodovinarji naredijo, je zaščita in pomoč nekaterim posameznikom, ki se očitno razlikujejo od drugih, in lahko prek svojega znanja in zamisli prispevajo k dobrobiti celotnega planeta. Rumata mora najti enega od teh ljudi, Budaha, in ga rešiti pred don Rebom, vladarjem Arkanarskega kraljestva in poblaznelim trinogom. Tako se je Rumata vključil v boj.

## Vloge
- Edward Zentara - Don Rumata Estorski
- Aleksander Georgijevič Filippenko - Don Reba
- Anne Gautier - Kira
- Christine Kaufmann - Dona Okana
- Elgudža Burduli - Don Pampa
- Andrej Nikolajevič Boltnev - Budah
- Pierre Clémenti - Kralj
- Hugues Quester - Curen
- Mihail Andrejevič Gluzski - Oče Gauk
- Birgit Doll - Anka
- Regimantas Adomaitis - Wieland
- Werner Herzog - Mita